# Horizon Zero Dawn
Horizon: Zero Dawn – komputerowa fabularna gra akcji autorstwa studia Guerrilla Games, wydana w 2017 roku przez Sony Interactive Entertainment na konsolę PlayStation 4. Jej główną bohaterką i postacią gracza jest Aloy, żyjąca w XXI wieku łowczyni chcąca poznać swoją przeszłość. Aloy może swobodnie przemierzać postapokaliptyczny otwarty świat, odkrywając nowe miejsca, wykonując zadania, rozmawiając z bohaterami niezależnymi, zbierając znajdźki i walcząc z przeciwnikami – zarówno ludźmi, jak i maszynami. Większość wrogów pokonać można zarówno w bezpośrednich starciach, korzystając z różnych rodzajów broni – w tym podstawowych włóczni i łuku – jak i skradając się,  żeby eliminować ich po cichu z zaskoczenia. Za wykonywanie wspomnianych czynności Aloy zdobywa punkty doświadczenia, awansując dzięki temu na wyższe poziomy, co pozwala jej nauczyć się nowych zdolności albo rozwinąć już znane.
Horizon: Zero Dawn jest pierwszą nową marką stworzoną przez Guerrilla Games od czasu wydanego w 2004 roku Killzone, a zarazem pierwszą grą fabularną studia. Prace nad nią rozpoczęły się w 2011 roku, po ukończeniu Killzone 3. Według reżysera Mathijsa de Jongego był to najbardziej ryzykowny z projektów, jakie twórcy mogli w tamtym czasie zrealizować. Zero Dawn powstał na zmodyfikowanym silniku Decima, opracowanym pierwotnie na potrzeby Killzone: Shadow Fall (2013). Ponieważ akcja osadzona jest na postapokaliptycznej Ziemi, podczas prac nad grą twórcy konsultowali się z antropologami kultury, chcąc nadać światu przedstawionemu bardziej realistyczny charakter. Ścieżkę dźwiękową napisał Joris de Man we współpracy z zespołem The Flight.
Po premierze gra spotkała się z pozytywnym odbiorem ze strony recenzentów, chwalących przede wszystkim jej otwarty świat, fabułę, oprawę techniczną, walkę, charakteryzację postaci i grę aktorską Ashly Burch; obiektem pewnej krytyki były jednak dialogi, walka w zwarciu oraz modele postaci. Horizon: Zero Dawn zdobył szereg nagród branżowych, uznany został też za najlepszą grę 2017 w licznych końcoworocznych zestawieniach i plebiscytach prasy o tematyce gier komputerowych. Do lutego 2022 roku sprzedano ponad 20 milionów egzemplarzy, co czyni ją jedną z najlepiej sprzedających się gier w historii PlayStation 4. W listopadzie 2017 roku ukazał się dodatek fabularny The Frozen Wilds, a miesiąc później Horizon: Zero Dawn – Edycja kompletna zawierająca grę wraz z rozszerzeniem oraz cyfrowymi dodatkami. W 2020 roku wydano przeznaczony na komputery osobiste port Edycji kompletnej, na podstawie którego w 2024 roku opracowano odświeżoną wersję na pecety i PlayStation 5 – Horizon: Zero Dawn Remastered. Gra zapoczątkowała franczyzę medialną Horizon, na którą składają się m.in. wydana w 2022 roku kontynuacja Horizon: Forbidden West czy komiksy, a w produkcji znajdował się także serial dla Netfliksa.

## Opis

### Świat przedstawiony
Fabuła Horizon: Zero Dawn osadzona jest w XXXI wieku w postapokaliptycznych Stanach Zjednoczonych, na terenach dwudziestopierwszowiecznych stanów Kolorado, Wyoming i Utah. W połowie XXI wieku olbrzymi kataklizm doprowadził do wyginięcia niemal całego życia na Ziemi, a ludzie, którzy go przetrwali, żyją w rozproszonych strukturach plemiennych o różnych poziomach zaawansowania technologicznego. Ich wysoko zaawansowani poprzednicy, których ruiny i technologie zdobią florę, nazywani są „przedwiecznymi”, a czasy, w których żyli, „Światem Metalu”. Władcami planety są sztucznie tworzone stworzenia znane jedynie jako „maszyny”, wcześniej koegzystujące w pokoju z ludźmi, którzy okazjonalnie polują na nie dla części. Na jakiś czas przed wydarzeniami przedstawionymi w grze doszło do wydarzenia nazywanego „Czerwonym Obłędem”, po którym maszyny stały się bardziej agresywne i zaczęły pojawiać się większe oraz bardziej zabójcze ich rodzaje.
Świat gry zasiedlają cztery plemiona. Zamieszkujący górzyste tereny Kolorado i izolujący się od świata zewnętrznego Norowie są matriarchalną społecznością łowców i wojowników czczących naturę, której uosobieniem jest ich bogini zwana „Wszechmatką”. Zamieszkujący pustynne obszary Carjowie starają się odzyskać zaufanie innych plemion po tym, jak ich poprzedni władca polował na nich i składał z nich krwawe ofiary Słońcu. Oseramowie to zmyślni rzemieślnicy znani ze swoich wyrobów metalurgicznych, alkoholi i kłótliwości, a Banukowie to wędrowne klany łowców i szamanów zamieszkujących śnieżne góry Parku Narodowego Yellowstone w Montanie, czczące „niebieskie światło” maszyn.
W grze zawarto szereg istniejących w rzeczywistości formacji naturalnych (m.in. Monument Valley, Delicate Arch, jezioro Powell, Morning Glory Pool, Kings Peak, Bryce Canyon) oraz postarzonych o tysiąc lat ruin budowli charakterystycznych dla Colorado Springs, Denver, Boulder czy Salt Lake City, jak chociażby bazylika katedralna Niepokalanego Poczęcia Najświętszej Maryi Panny, stadion Mile High, kaplica United States Air Force Academy, elektrownia wodna na Bridalveil Fall, siedziba National Center for Atmospheric Research czy kompleks bunkrów Cheyenne Mountain Air Force Station.

### Postacie
Postacią gracza i główną bohaterką jest wywodząca się z Norów Aloy, jako niemowlę znaleziona przez starszyznę plemienia we wnętrzu Serca Matki, ich świętej góry. Ze względu na bycie „bezmatką” została uznana za wyrzutka i przekazana pod opiekę żyjącemu poza klanem Rostowi, który wyszkolił ją na łowczynię i wojowniczkę. Jako dziecko w ruinach przedwiecznych znajduje fokus – niewielkie urządzenie rzeczywistości rozszerzonej pozwalające widzieć rzeczy niewidoczne dla innych. Pomimo nalegań Rosta – chcącego, żeby żyła w zgodzie z tradycjami i wartościami Norów – Aloy w dzieciństwie wielokrotnie wyrażała się negatywnie na ich temat. Ostatecznie decyduje się wziąć udział w rytuale przejścia plemienia, po którego ukończeniu może zostać jego pełnoprawną członkinią, zyskując możliwość dowiedzenia się, kim była jej matka.
Podczas podróży Aloy poznaje kilkoro sojuszników, w tym m.in. oseramskiego wojownika Erenda, przybocznego króla Carjów, Avad, czy – także wywodzącego się z plemienia Oseramów – podróżnika i poszukiwacza skarbów Olina. Mentorem Aloy, udzielającym jej informacji na temat świata przedwiecznych i polityki czasów jej współczesnych, zostaje banucki szaman Sylens. Głównymi przeciwnikami są przedstawiciele Zaćmienia – Carjowie będący dawniej zagorzałymi poplecznikami króla-tyrana, niezadowoleni z pokojowego kierunku obranego przez Avada i uważający inne plemiona za gorsze, które nadal należy składać w ofierze Słońcu.

### Fabuła
Źródło: GameSpot, Push Square
Po osiągnięciu pełnoletności Aloy bierze udział w rytuale przejścia Norów. Tuż po jego zakończeniu klan zostaje zaatakowany przez kultystów Carjów Cienia pod dowództwem Helisa, większość uczestniczących w wyzwaniu ginie, a Rost poświęca się, żeby uratować Aloy. Kiedy odzyskuje przytomność matrony wyjawiają jej, co wiedzą na temat jej matki. Dziewczyna dowiaduje się także, że członkowie Zaćmienia zyskali zdolność wypaczania maszyn, a celem ich ataku była ona sama, ponieważ przypomina naukowczynię przedwiecznych, niejaką doktor Elisabet Sobeck. Ruszając tropem Zaćmienia Aloy udaje się znaleźć pozostałości po dwudziestopierwszowiecznej megakorporacji Faro Automated Solutions i odkryć, że Świat Metalu upadł tysiąc lat wcześniej – po tym, jak Faro straciło kontrolę nad zautomatyzowanymi wojskowymi robotami tworzonymi pod płaszczykiem zapewnienia pokoju. Napędzone biomasą roboty mogące samodzielnie się replikować opanowały całą planetę i wyniszczyły wszelkie życie na niej, w tym ludzi, przerabiając je na swoje paliwo. Sobeck stała na czele supertajnego projektu „Nowy Świt” (ang. Zero Dawn) mającego na celu stworzenie zautomatyzowanego systemu terraformowania, który po wyginięciu ludzi wyłączyłby roboty i przywrócił życie na Ziemi.

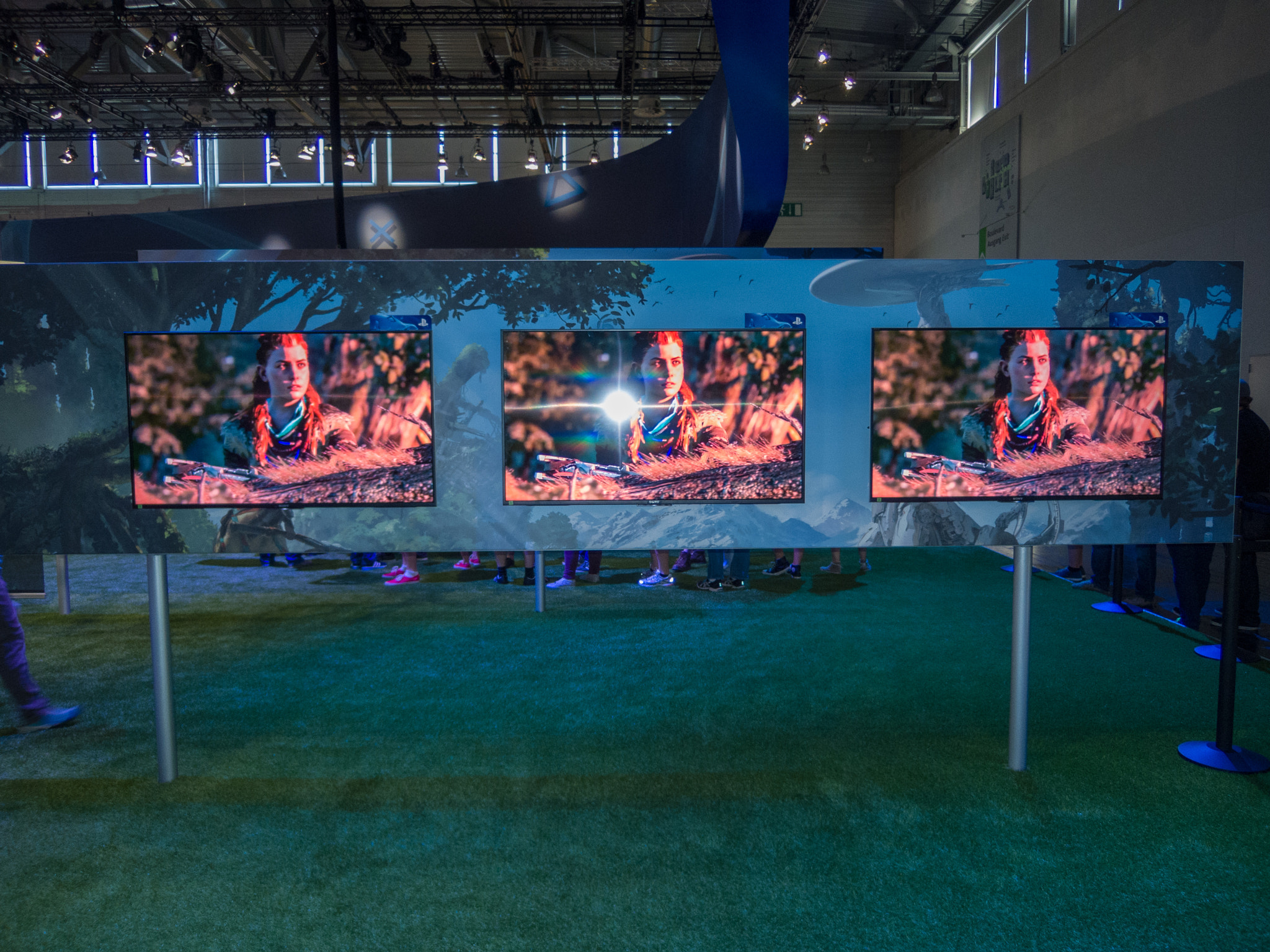
Stoisko gry na targach Gamescom w 2015, na ekranach widoczna Aloy

Z Aloy kontaktuje się Sylens, zainteresowany poznaniem prawdy na temat losu przedwiecznych. Aloy udaje się dowiedzieć, że celem ukończenia projektu „Nowy Świt” Sobeck udała się do bazy orbitalnej, w XXXI wieku znajdującej się pod Cytadelą – główną siedzibą Zaćmienia. Na miejscu odkrywa, że „Nowy Świt” był rozległym podziemnym systemem baz danych, faktorii i placówek do klonowania, kontrolowanym przez sztuczną inteligencję nazwaną Gają. Kiedy całe życie na Ziemi zostało unicestwione, Gaja opracowała sposób na dezaktywowanie robotów Faro i zbudowała własne, mające przywrócić życie na planecie, a kiedy planeta stała się ponownie zdatna do zamieszkania stworzyła nowe formy życia na podstawie zasobów DNA zgromadzonych przez „Nowy Świt”. Zgromadzoną wiedzę ludzkości miała przekazywać klonom funkcja podrzędna Gai, Apollo, jednak Ted Faro – nie chcąc, żeby kolejne pokolenia powtórzyły te same błędy – usunął z systemu niemal wszystkie dane, ograniczając wiedzę i naukę do poziomu przedszkolnego.
Aloy odkrywa także, że kilka lat wcześniej w niewyjaśnionych okolicznościach aktywował się Hades – podfunkcja Gai odpowiedzialna za zniszczenie nowego życia w przypadku niepowodzenia terraformowania – zyskując samoświadomość i wbrew Gai uznając, że życie należy zniszczyć. Po dotarciu do biur Sobeck Aloy pobiera rejestr dający jej dostęp do Serca Matki, będącej jedną z placówek „Nowego Świtu”. Zanim udaje jej się dotrzeć do świętej góry zostaje pojmana przez Helisa i skazana na śmierć w Cytadeli, skąd ucieka z pomocą Sylensa. Po dotarciu do Norów pomaga im odeprzeć Zaćmienie i dociera do miejsca swoich narodzin. Tam znajduje pozostawione przez Gaję nagranie z informacją, że sygnał nieznanego pochodzenia pozwolił Hadesowi przejąć kontrolę nad jej systemami. W akcie desperacji SI aktywowała procedury samozniszczenia, chcąc powstrzymać Hadesa, jednak bez niej cały proces terraformowania zaczął się załamywać. W ramach planu awaryjnego SI stworzyła klona doktor Sobeck – Aloy – z nadzieją, że odnajdzie ona Gaję, przywróci jej funkcjonalność i zniszczy zbuntowaną podfunkcję. Dowiaduje się też, że Sobeck oddała życie, żeby uniemożliwić armii robotów Faro odnalezienie Gai. Aloy udaje się znaleźć obejście pozwalające zniszczyć Hadesa i dowiedzieć, że Sylens jest założycielem Zaćmienia, skuszonym przez wrogą SI obietnicą wiedzy. Z pomocą Sylensa Aloy ustala, że zbuntowany system zamierza wysłać sygnał ponownie aktywujący roboty Faro, żeby raz jeszcze zniszczyły życie na Ziemi. W trakcie walki Aloy zabija Helisa i dezaktywuje Hadesa. Po zakończeniu wojny udaje się do dawnego domu doktor Sobeck, gdzie znajduje jej szkielet. Sylens zabiera pozostałości Hadesa, chcąc odkryć, kto wysłał aktywujący go sygnał.

## Rozgrywka
Horizon: Zero Dawn jest fabularną grą akcji, w której wydarzenia przedstawiono z perspektywy trzeciej osoby. Aloy może likwidować przeciwników na różne sposoby, w tym zastawiając na nich pułapki, strzelając do nich z łuku, atakując włócznią albo używając materiałów wybuchowych. W grze znajduje się dwadzieścia pięć rodzajów maszyn. Części zabitych maszyn – w tym przede wszystkim elektronika i metal – służą zarówno jako waluta, jak i zasób do wytwarzania przedmiotów, takich jak amunicja, torby zwiększające pojemność ekwipunku, kołczany, antidota, pułapki czy mikstury regenerujące zdrowie oraz wytrzymałość. W większości broni znajduje się co najmniej jedno gniazdo, w którym Aloy może umieścić jakieś ulepszenie, np. zwiększające zadawane obrażenia albo nakładające na przeciwników obrażenia od żywiołów. Fokus Aloy pozwala skanować otoczenie i maszyny, żeby zidentyfikować ich słabe strony, poziom czy komponenty, jakie otrzyma za ich pokonanie. Maszyny stosują zarówno taktyki ofensywne, jak i defensywne, a w zależności od sytuacji atakują albo bezpośrednio, albo – jeśli są w nie wyposażone – za pomocą pocisków. Niektóre maszyny – zarówno naziemne, jak i latające – poruszają się w stadach. O ile Aloy nie użyje na nich narzędzia do dominacji, maszyny nie walczą ze sobą. Aloy walczy również z ludźmi – głównie kultystami Zaćmienia i bandytami.
Żeby uniknąć ciosów, Aloy może robić uniki czy odtaczać się, z kolei przyczajenie się w wysokiej trawie i zaatakowanie nieświadomego przeciwnika może go natychmiast wyeliminować. Pływanie pozwala zarówno ukryć się pod wodą i zaatakować niespodziewających się wrogów, jak i dostać się w niedostępne inaczej miejsca. Za pomocą narzędzia do dominacji Aloy może hakować określone maszyny, żeby część z nich wykorzystać jako tymczasowe wierzchowce; dane niezbędne do hakowania większej liczby maszyn Aloy znajduje w ruinach znanych jako „kotły”. Zabijając przeciwników, wykonując zadania, zbierając znajdźki czy odkrywając nowe miejsca Aloy zdobywa punkty doświadczenia, a po zgromadzeniu odpowiedniej ich liczby awansuje na wyższy poziom, po czym może nabyć lub ulepszyć umiejętności, podzielone na trzy kategorie. Umiejętności z kategorii „Tropicielka” związane są ze skrytymi działaniami (np. możliwość korzystania z broni strzeleckiej podczas balansowania na linie), „Wojowniczka” grupuje zdolności związane z walką bezpośrednią, pozwalające np. celować z łuku w zwolnionym tempie, a „Karmicielka” zwiększa pojemność torby na przedmioty lecznicze czy usprawnia hakowanie maszyn. W dodatku The Frozen Wilds dodano czwarte drzewko, „Podróżniczka”, pozwalające m.in. atakować przeciwników po zeskoczeniu z wierzchowca. W grze zaimplementowano systemy dnia i nocy oraz dynamicznie zmieniającej się pogody.
Na świat gry składają się cztery biomy – leśny, dżunglowy, pustynny i górski. Przemieszczając się po terenach górskich Aloy korzysta z parkouru oraz rozmieszczonych w niektórych miejscach lin do wspinaczki. Niektóre obszary, w które zapuszcza się protagonistka, są  bardziej niebezpieczne od innych ze względu na zamieszkujące je spaczone maszyny wykazujące się większą agresją. Mapa świata początkowo spowita jest mgłą wojny, którą Aloy niweluje stopniowo odkrywając nowe obszary; żeby odsłonić większy obszar musi wspiąć się na kilkunastometrową maszynę – żyrafa – i zhakować go. Po odkryciu ognisk możliwe jest zapisywanie przy nich stanu gry oraz szybkie podróżowanie do nich. W ramach głównego wątku fabularnego Aloy przemierza cały świat gry, z kolei zadania poboczne koncentrują się na poszczególnych plemionach i ich terenach. W ramach tych drugich bohaterka proszona jest np. o zebranie surowców, uratowanie bohaterów niezależnych (BN-ów), rozwiązanie zagadek, przejęcie kontroli nad obozem bandytów, wyeliminowanie przestępców i trudniejszych maszyn, wykonanie prób na terenach łowieckich czy zdobycie starożytnej zbroi, która czyni ją niemal niewrażliwą na obrażenia. Rozmawiając z BN-ami Aloy wybiera odpowiedzi zamieszczone na kole dialogowym. Wśród znajdziek znajdują się punkty widokowe zawierające informacje o świecie przedwiecznych; związane z nimi relikty, np. kubki; czy metalowe kwiaty z poezją.

## Proces produkcji
Guerrilla Games rozpoczęło prace nad grą w 2011 roku, niedługo po premierze Killzone 3. Wcześniej studio opracowało około czterdziestu pomysłów na grę mającą być jego pierwszą nową marką od czasów Killzone (2004). Według reżysera Mathijsa de Jongego, Horizon: Zero Dawn było pomysłem „najbardziej ryzykownym” ze wszystkich, ale w 2010 roku podjął go dyrektor artystyczny Jan-Bart van Beek. Kiedy ostatecznie zdecydowano się na Horizon, do projektu początkowo przydzielono kilkunastoosobową grupę pracowników odpowiedzialnych za opracowanie prototypu. W międzyczasie napisano około dwudziestu wstępnych zarysów scenariusza i świata przedstawionego, różniących się diametralnie, chociażby w kwestii protagonistów. Na twórcę świata przedstawionego i rządzących nim reguł wybrano Johna Gonzaleza, głównego scenarzystę Fallout: New Vegas (2010), a głównym scenarzystą samego Horizon: Zero Dawn został Ben McCaw. Najważniejsze wątki fabularne oraz postać Aloy znalazły się w grze już na stosunkowo wczesnym etapie jej powstawania. Od 2011 do 2013 roku studio pracowało równolegle nad dwoma projektami. Pewną część zespołu przydzielono do opracowania prototypu nowej marki, jednak większość zaangażowana była w produkcję Killzone: Shadow Fall i dopiero po premierze tej gry w listopadzie 2013 roku do prac nad Horizonem skierowano wszystkich pracowników Guerrilla Games. Żeby w całości skoncentrować się na tym przedsięwzięciu, studio zrezygnowało z realizacji innego projektu. Shūhei Yoshida – ówczesny prezes będącego wydawcą gry Sony Interactive Entertainment – stwierdził, że firma początkowo próbowała odwieść studio od tego, żeby grywalną postacią była kobieta. Uzasadniano to obawą, że mężczyźni – mający stanowić większość grona odbiorców gier niecasualowych – preferują granie postaciami męskimi. Sony przeprowadziło serię zogniskowanych wywiadów grupowych, podczas których weryfikowano, czy taka decyzja będzie opłacalna z marketingowego punktu widzenia. Grupy fokusowe ankietowano także odnośnie do nastawienia do gier fabularnych z otwartym światem czy pomysłu na grę, w której prymitywne plemiona walczą z superzaawansowanymi maszynami. Całkowity budżet gry wyniósł około 45 mln euro.
Horizon: Zero Dawn oparto na pomyśle zestawienia ze sobą niebezpieczeństwa i piękna świata, w którym ludzkość nie jest już dominującym gatunkiem. Twórcy starali się uwydatnić aspekt eksploracyjny poprzez system zadań i umieszczenie w świecie przedmiotów, które można wykorzystać do wytwarzania elementów wyposażenia albo uzupełniania zdrowia. Celem Guerrilla Games było stworzenie maksymalnie prostego interfejsu użytkownika, pozbawionego np. przesadnie rozbudowanego menu wytwarzania przedmiotów. Prace nad Horizonem uznali za duże wyzwanie techniczne, chociażby ze względu na fakt, że swój autorski silnik gry, Decima, napisali z myślą o Killzone: Shadow Fall – strzelance o mniejszej skali i skomplikowaniu – a zaadaptowanie silnika na potrzeby znacznie bardziej rozbudowanej gry okazało się trudne. Najwięcej problemów sprawiały studiu odległość rysowania obiektów i bardzo długie czasy wczytywania. Chcąc zrozumieć, jak różne mechaniki gier komputerowych sprawdzają się w produkcjach z otwartym światem, konsultowali się ze specjalistami od projektowania, sztuki i techniki. Pisząc fabułę, postacie i świat przedstawiony twórcy współpracowali także z antropologami kulturowymi w zakresie kultur żyjących w strukturach plemiennych, a projektując lokalizacje ze specjalistami od rozkładu materiałów, żeby realistycznie oddać tysiącletnie ruiny istniejących w rzeczywistości budowli. Programista Leszek Szczepański przyznał, że ponieważ studio nie miało wcześniej doświadczenia z produkcją gier fabularnych, to podczas prac nad Horizonem inspirowali się różnymi innymi przedstawicielami tego gatunku – chociażby projektując narrację czy zadania. Analizując inne komputerowe gry fabularne podzielili je np. ze względu na rodzaje zadań, wyróżniając „luźne” i „bezwzględne”. Gry z „luźnymi” zadaniami – jak chociażby Vampire: The Masquerade – Redemption (2000) czy tworzone w RPG Makerze – charakteryzować miały się np. obecnością kilku różnych systemów umożliwiających progres, a te z „bezwzględnymi” – np. The Elder Scrolls V: Skyrim (2011) czy Wiedźmin 2: Zabójcy królów (2011) – sztywną strukturą i predefiniowanymi przez twórców elementami. Według twórców, Horizon: Zero Dawn plasuje się raczej wśród gier z bardziej „bezwzględnymi” zadaniami.
W styczniu 2017 roku ogłoszono, że do prac nad grą zaangażowano Lance’a Reddicka i Ashly Burch. Burch udzieliła głosu Aloy, twarz postaci wzorowano na twarzy holenderskiej aktorki Hanny Hoekstry, a podczas sesji przechwytywania ruchu wcielała się w nią Amanda Piery. Burch była zaangażowana w projekt od 2014 roku, kiedy zaproszono ją do nagrania głosu na potrzeby zwiastuna przygotowywanego na targi E3 2015. W ciągu następnych dwóch lat brała udział także w sesjach przechwytywania ruchu, podczas których nagrywano mimikę Aloy.

### Ścieżka dźwiękowa

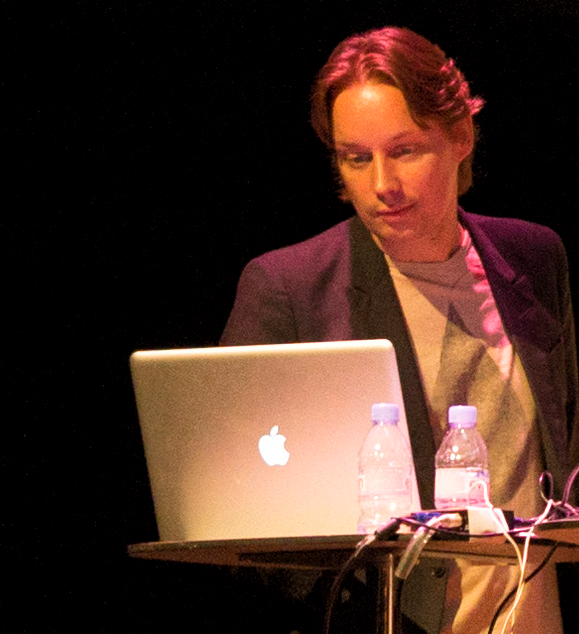
Joris de Man, główny kompozytor ścieżki dźwiękowej do gry

| Oryginalny soundtrack dysk 1 – Motherland – 2017 | Oryginalny soundtrack dysk 1 – Motherland – 2017                                   | Oryginalny soundtrack dysk 1 – Motherland – 2017 |
| Nr                                               | Tytuł utworu                                                                       | Długość                                          |
| ------------------------------------------------ | ---------------------------------------------------------------------------------- | ------------------------------------------------ |
| 1.                                               | „Prologue (feat. Julie Elven)” (Joris de Man)                                      | 5:29                                             |
| 2.                                               | „Aloy's Theme (feat. Julie Elven)” (Joris de Man)                                  | 2:31                                             |
| 3.                                               | „Motherless (feat. Julie Elven)” (Joris de Man)                                    | 1:41                                             |
| 4.                                               | „Vanished Voices (feat. Julie Elven)” (Joris de Man)                               | 1:25                                             |
| 5.                                               | „Seal Your Lips” (Joris de Man)                                                    | 1:31                                             |
| 6.                                               | „The Welcome of Stones” (Joris de Man)                                             | 1:21                                             |
| 7.                                               | „Tell Me (feat. Julie Elven)” (Joris de Man)                                       | 2:06                                             |
| 8.                                               | „The Point of the Spear” (Joris de Man)                                            | 1:44                                             |
| 9.                                               | „Years of Training” (The Flight)                                                   | 2:22                                             |
| 10.                                              | „The Blessing” (The Flight)                                                        | 1:53                                             |
| 11.                                              | „The Proving (feat. Julie Elven & Circle Percussion)” (Joris de Man)               | 1:43                                             |
| 12.                                              | „A Boon (Part 1 – Motherland)” (Joris de Man)                                      | 1:38                                             |
| 13.                                              | „Where You Came From (feat. Julie Elven)” (Joris de Man, The Flight)               | 2:24                                             |
| 14.                                              | „Identification (Part 1 – Motherland)” (The Flight)                                | 1:02                                             |
| 15.                                              | „What the Seeker Had Sought (feat. Julie Elven)” (Joris de Man)                    | 1:21                                             |
| 16.                                              | „Anointed” (Joris de Man)                                                          | 2:25                                             |
| 17.                                              | „Seized from the Depths” (Joris de Man)                                            | 2:00                                             |
| 18.                                              | „Hologram Myth (feat. Julie Elven)” (Joris de Man)                                 | 3:35                                             |
| 19.                                              | „The Bad News (feat. Julie Elven)” (Joris de Man)                                  | 3:04                                             |
| 20.                                              | „The Good News (feat. Julie Elven)” (Joris de Man)                                 | 3:46                                             |
| 21.                                              | „The Cavalry Breaks Through (feat. Julie Elven, Circle Percussion)” (Joris de Man) | 1:46                                             |
| 22.                                              | „Victory (feat. Julie Elven)” (Joris de Man)                                       | 3:02                                             |
| 23.                                              | „Homecoming (feat. Julie Elven)” (Joris de Man)                                    | 2:56                                             |
| 24.                                              | „To the Hunt! (feat. Circle Percussion)” (Niels van der Leest)                     | 4:29                                             |
| 25.                                              | „Prologue (Early Style Sketch)” (Joris de Man)                                     | 1:30                                             |
| 26.                                              | „Song for Aloy (feat. Julie Elven)” (Joris de Man)                                 | 1:25                                             |
|                                                  |                                                                                    | 1:00:09                                          |

| Oryginalny soundtrack dysk 2 – Out Of The Embrace – 2017 | Oryginalny soundtrack dysk 2 – Out Of The Embrace – 2017   | Oryginalny soundtrack dysk 2 – Out Of The Embrace – 2017 |
| Nr                                                       | Tytuł utworu                                               | Długość                                                  |
| -------------------------------------------------------- | ---------------------------------------------------------- | -------------------------------------------------------- |
| 1.                                                       | „Within the Embrace” (Joris de Man)                        | 4:21                                                     |
| 2.                                                       | „In Great Strides” (Joris de Man, The Flight)              | 4:24                                                     |
| 3.                                                       | „Her Breath, Her Land” (Joris de Man)                      | 4:58                                                     |
| 4.                                                       | „On Our Mother's Shoulders” (Joris de Man)                 | 4:46                                                     |
| 5.                                                       | „Haze and Renewal” (The Flight)                            | 1:08                                                     |
| 6.                                                       | „A Truth Whispered at Night” (Joris de Man)                | 4:05                                                     |
| 7.                                                       | „Trails in the Darkness” (Joris de Man)                    | 4:23                                                     |
| 8.                                                       | „Machine Dreams” (Joris de Man)                            | 4:50                                                     |
| 9.                                                       | „Cloudpart” (The Flight)                                   | 0:50                                                     |
| 10.                                                      | „The World and All Its Lessons” (Joris de Man, The Flight) | 3:39                                                     |
| 11.                                                      | „This New Wilderness” (Joris de Man, The Flight)           | 5:22                                                     |
| 12.                                                      | „Territory of None” (The Flight)                           | 6:43                                                     |
| 13.                                                      | „A Wanderer's Work” (The Flight)                           | 6:34                                                     |
| 14.                                                      | „Brave, New” (The Flight, Joris de Man)                    | 5:20                                                     |
| 15.                                                      | „The Memory of Old Walls” (The Flight)                     | 4:30                                                     |
|                                                          |                                                            | 1:05:53                                                  |

| Oryginalny soundtrack dysk 3 – Onwards to Meridian – 2017 | Oryginalny soundtrack dysk 3 – Onwards to Meridian – 2017                      | Oryginalny soundtrack dysk 3 – Onwards to Meridian – 2017 |
| Nr                                                        | Tytuł utworu                                                                   | Długość                                                   |
| --------------------------------------------------------- | ------------------------------------------------------------------------------ | --------------------------------------------------------- |
| 1.                                                        | „Aloy's Journey (feat. Julie Elven)” (Joris de Man)                            | 3:02                                                      |
| 2.                                                        | „Meridian, Shining” (Joris de Man)                                             | 4:00                                                      |
| 3.                                                        | „City on the Mesa” (Joris de Man)                                              | 4:07                                                      |
| 4.                                                        | „Envoys” (Joris de Man)                                                        | 2:19                                                      |
| 5.                                                        | „Beads Fallen on Bronze” (The Flight)                                          | 0:50                                                      |
| 6.                                                        | „All That the Light Reaches” (The Flight)                                      | 7:12                                                      |
| 7.                                                        | „A Resplendent Soil” (The Flight)                                              | 5:10                                                      |
| 8.                                                        | „Another Day Rusts” (The Flight)                                               | 1:16                                                      |
| 9.                                                        | „Across the Daybrink” (The Flight)                                             | 1:24                                                      |
| 10.                                                       | „Delver's Hymnal” (The Flight, Joris de Man)                                   | 4:03                                                      |
| 11.                                                       | „To Call Our Own” (Joris de Man)                                               | 4:37                                                      |
| 12.                                                       | „Your Hand of Sun and Jewels (Carja traditional)” (The Flight)                 | 2:09                                                      |
| 13.                                                       | „KunaBass Solo” (The Flight)                                                   | 1:00                                                      |
| 14.                                                       | „Iron Pendulum Solo” (The Flight)                                              | 0:29                                                      |
| 15.                                                       | „Braumdrum Solo” (The Flight)                                                  | 0:50                                                      |
| 16.                                                       | „Go Like Time Around an Arrow (feat. Circle Percussion)” (Niels van der Leest) | 5:37                                                      |
| 17.                                                       | „Song to the Sun – Dawning” (Jonathan Williams)                                | 2:18                                                      |
| 18.                                                       | „Song to the Sun – Midday” (Jonathan Williams)                                 | 3:22                                                      |
| 19.                                                       | „Song to the Sun – Evening” (Jonathan Williams)                                | 3:54                                                      |
| 20.                                                       | „Nora u Norawea” (Jonathan Williams)                                           | 2:12                                                      |
|                                                           |                                                                                | 59:51                                                     |

| Oryginalny soundtrack dysk 4 – Secrets of the Earth – 2017 | Oryginalny soundtrack dysk 4 – Secrets of the Earth – 2017              | Oryginalny soundtrack dysk 4 – Secrets of the Earth – 2017 |
| Nr                                                         | Tytuł utworu                                                            | Długość                                                    |
| ---------------------------------------------------------- | ----------------------------------------------------------------------- | ---------------------------------------------------------- |
| 1.                                                         | „The Spreading Eclipse” (The Flight)                                    | 5:36                                                       |
| 2.                                                         | „The Demon Remade” (The Flight)                                         | 1:26                                                       |
| 3.                                                         | „Force Multiplication” (Joris de Man)                                   | 4:00                                                       |
| 4.                                                         | „Buried Shadow” (The Flight)                                            | 0:57                                                       |
| 5.                                                         | „Battle Begins” (The Flight)                                            | 1:53                                                       |
| 6.                                                         | „The Future by Its Throat” (The Flight)                                 | 3:13                                                       |
| 7.                                                         | „Hold the Ridge” (The Flight)                                           | 3:53                                                       |
| 8.                                                         | „Overrun” (The Flight)                                                  | 1:30                                                       |
| 9.                                                         | „Countdown to Zero” (The Flight)                                        | 1:25                                                       |
| 10.                                                        | „Planned Obsolescence” (The Flight)                                     | 3:24                                                       |
| 11.                                                        | „Colossal” (Joris de Man)                                               | 4:15                                                       |
| 12.                                                        | „Threat Assessment” (The Flight)                                        | 1:46                                                       |
| 13.                                                        | „Will Against Will (feat. Julie Elven)” (The Flight, Joris de Man)      | 3:06                                                       |
| 14.                                                        | „Drawn to Strife” (Joris de Man)                                        | 2:44                                                       |
| 15.                                                        | „Little Ones” (The Flight)                                              | 3:37                                                       |
| 16.                                                        | „Beasts of Steel” (Joris de Man)                                        | 2:44                                                       |
| 17.                                                        | „Drums in the Sun-Ring (feat. Circle Percussion)” (Niels van der Leest) | 6:06                                                       |
| 18.                                                        | „Death and Rebirth” (The Flight)                                        | 1:13                                                       |
| 19.                                                        | „A Storm in the West” (The Flight)                                      | 1:18                                                       |
|                                                            |                                                                         | 54:06                                                      |

Ścieżkę dźwiękową do gry skomponowali Joris de Man, The Flight, Niels van der Leest i Jonathan Williams, a główne partie wokalne wykonała Julie Elven. Lucas van Tol, starszy projektant dźwięku odpowiedzialny za muzykę, dostarczył kompozytorom dokument poświęcony projektowi gry, nalegając, żeby ścieżka dźwiękowa składała się z „intymnych dźwięków”. Tworząc motyw plemienny, eksperymentowano ze strunami fortepianu, na których grano smyczkiem, oraz z gitarą rezofoniczną, na którą następnie nakładano warstwy partii harmonijkowych. Na wiolonczeli grano niewłaściwą stroną smyczka za pomocą plektronu, co miało odzwierciedlać sposób, w jaki na takich instrumentach mogłyby grać osoby z nimi nieobeznane. Eksperymentując z fletem kontrabasowym, tajskim fletem bambusowym i generowanymi na syntezatorze padami de Man stwierdził, że „odległe pady i dźwięki otoczenia zdają się dobrze współdziałać z szeroko rozpiętymi akordami”. Do nagrania motywów związanych z maszynami wykorzystano circuit bending syntezatorów i zapętlone perkusje w połączeniu z charakterystyką impulsową uderzania o metal i żelazo. Na żądanie van Tola muzykę nagrywano w formie osobnych ścieżek, które inżynierowie dźwięku mogli następnie dowolnie łączyć ze sobą. Pozytywna reakcja na główny motyw muzyczny pierwszego zwiastuna zaprezentowanego podczas targów E3 doprowadziła do umieszczenia go w głównym menu gry. Kompozytorzy wzięli udział w sesji przechwytywania ruchu, nagrywając animacje plemiennych muzyków grających na instrumentach. 10 marca 2017 roku na platformach strumieniowych udostępniono czterogodzinną ścieżkę dźwiękową z Horizon: Zero Dawn.

## Dystrybucja i marketing
Pomysł gry oraz nazwa kodowa Horizon wyciekły do Internetu we wrześniu 2014 roku, a jej oficjalna zapowiedź odbyła się na konferencji prasowej Sony podczas targów E3 w 2015 roku. Horizon: Zero Dawn znalazło się na okładce magazynu „Edge” ze września 2015 roku i „Game Informera” z października 2016 roku. Podczas E3 2016 Sony promowało grę cosplayem w skali 1:1 jednej z pojawiających się w niej maszyn. Sony Computer Entertainment Polska promowało grę m.in. imitującymi film przyrodniczy materiałami z narracją Krystyny Czubówny. Pierwotnie premiera planowana była na 2016 rok, została jednak przeniesiona na 17 lutego 2017 roku. Prace nad grą zakończyły się w styczniu 2017 roku, a do sprzedaży trafiła 28 lutego (Ameryka Północna), 1 marca (Europa, Australia i Nowa Zelandia) i 2 marca (Azja). Horizon: Zero Dawn jest wstecznie kompatybilny z PS4 Pro, na nowszej wersji konsoli umożliwiają uruchomienie gry w rozdzielczości 4K. W kwietniu 2017 roku holenderska telewizja państwowa wyemitowała dokument o procesie powstawania Horizon. W lipcu opublikowano łatkę, która dodawała m.in. tryb nowej gry plus, ultratrudny poziom trudności, nowe trofea i poprawki graficzne.
W marcu 2017 roku poinformowano o rozpoczęciu prac nad dodatkiem zatytułowanym The Frozen Wilds, który trafił do sprzedaży 7 listopada. 5 grudnia tego samego roku ukazała się Edycja kompletna zawierająca podstawową wersję gry, The Frozen Wilds i udostępnione wcześniej elementy kosmetyczne. W 2020 roku port tej wersji, opracowany przez Nixxes Software, udostępniono na komputerach osobistych z Microsoft Windows (7 sierpnia na Steamie, 24 listopada na GOG-u). 31 października 2024 roku do sprzedaży trafił Horizon: Zero Dawn Remastered – przeznaczona na PlayStation 5 i Windowsa wersja Edycji kompletnej z usprawnioną oprawą graficzną, także opracowana przez Nixxes.

## Odbiór
Horizon: Zero Dawn spotkał się z pozytywnym odbiorem ze strony recenzentów – średnia jego ocen dla wersji na PlayStation 4 w agregatorze recenzji Metacritic wynosi 89/100, a przed zamknięciem agregatora GameRankings średnia ocen wynosiła w nim 88,36%. Tylko nieznacznie gorzej oceniono port na komputery osobiste oraz wersję Remastered na obie platformy docelowe (patrz: tabela „Odbiór gry”).
Chris Carter z Destructoidu chwalił występ Ashly Burch i Lance’a Reddicka, stwierdzając, że Aloy jest postacią „wciągającą” i „interesującą” zarówno w narracji, jak i w scenach akcji. Chwalił także nacisk położony na eksplorację świata i odkrywanie jego tajemnic, które w jego opinii z czasem stawały się coraz ciekawsze. Świat gry uznał za „piękny” system dnia i nocy oraz zmiennej pogody. Stwierdził, że maszyny są wymagającymi przeciwnikami, ale różnorodność metod ich eliminacji sprawia, sprawia, że walka pozostaje angażująca. Matt Buchholtz z EGMNow również chwalił Burch i świat przedstawiony, który nazwał „hipnotyzującym”. Za jeden z najważniejszych elementów gry uznał fokus uzupełniający walkę w taki sposób, że „zmusza gracza do stania się łowcą”. Jeff Marchiafava z „Game Informera” stwierdził, że w przeciwieństwie do innych gier z otwartym światem w Horizonie znajdowanie audiologów i wiadomości tekstowych wzbogaca fabułę o „niesamowite poczucie odkrywania”. Wyraził też zadowolenie z faktu, że większość zadań opisano rozbudowaną otoczką fabularną, co wzbogaca świat przedstawiony i zachęca do eksperymentowania z możliwościami, jakie oferuje.
Peter Brown z GameSpotu za zadowalającą uznał charakteryzację postaci Aloy i chwalił walkę z maszynami, którą uznał za najlepszy, nienudzący aspekt gry. Docenił także zadania główne zachęcające do eksplorowania świata. Zoe Delahunty-Light, recenzentka GamesRadaru+, była zachwycona zawiłościami świata przedstawionego i tym, że znajdowane w ruinach dzienniki stanowiły jego integralną część. Podobnie jak Brown uznała, że walka z maszynami nigdy nie przestaje nudzić. Jeff Gerstmann z Giant Bomb stwierdził, że Horizon: Zero Dawn oferuje „niemal idealną historię” – głęboką i z satysfakcjonującym finałem. Lucy O’Brien z IGN-u podkreślała ciężar i znaczenie opowiadanej historii, doceniając także urok i osobowość Aloy. Podobnie jak wielu innych recenzentów pozytywnie wypowiedziała się na temat walki. Piszący dla Polygonu Philip Kollar uznał Horizon za „dokładne przeciwieństwo” wcześniejszych gier Guerrilla Games, a zmianę tempa akcji i prowadzenia narracji za „odświeżającą”. W jego opinii Aloy znakomicie wpisuje się w historię, zachęcając swoją ciekawością do poznawania kolejnych tajemnic gry. Podobnie jak Buchholtz chwalił fokus, będący według niego „kluczem do walki” i wymagających starć z maszynami. Colm Ahern z VideoGamer.com stwierdził, że chociaż walka jest upajająca, to o prawdziwej sile Horizon: Zero Dawn stanowi podróż Aloy mająca na celu odkrycie, kim jest naprawdę.
Carter stwierdził, że nawet pomimo świetnych postaci Aloy i Sylensa, pozostałe są nieinteresujące i napisane w nieciekawy sposób, a sztuczna inteligencja ludzkich przeciwników jest znacznie gorsza niż maszyn. Według Buchholtza system broni w połączeniu z amunicją do niej sprawia wrażenie skomplikowanego, możliwość kupowania tylko jednego przedmiotu naraz jest „poważnym niedopatrzeniem”, a fakt, że Aloy może chwycić się wyłącznie przewidzianych przez twórców krawędzi – wprowadzający w konsternację. Marchiafava uznał, że najsłabszym aspektem Zero Dawn jest zbyt kurczowe trzymanie się wypracowanej przez inne gry fabularne formuły otwartego świata. Chociaż Brown chwalił inne aspekty związane z walką, to w jego odczuciu starcia w zwarciu były nieefektywne i przesadnie uproszczone. W podobnym tonie wyraziła się Delahunty-Light, stwierdzając, że nie wykorzystano w tym aspekcie pełni potencjału gry, krytykując również mechanikę skakania. Według O’Brien dialogi sporadycznie zaprzeczały narracji, którą całościowo poprowadzono jednak sprawnie. Kollar narzekał na modele postaci oraz to, że nie zostały odpowiednio dopracowane pod względem wizualnym.
Reżyser gier komputerowych Yoko Tarō wskazał Horizon: Zero Dawn jako jedną ze swoich ulubionych produkcji na PlayStation 4. GamesRadar+ i Gry-Online sklasyfikowały go na 2. miejscu najlepszych gier 2017 roku, EGMNow na 3., „Entertainment Weekly” na 4., Polygon na 8., a Eurogamer na 31. Znalazł się także w rankingu piętnastu najlepszych gier 2017 roku sporządzonym przez redakcję The Verge. W głosowaniu czytelników „Game Informera” Horizon zwyciężył w kategorii „najlepsza gra Sony” oraz zajął drugie miejsce w kategoriach „gra roku” i „najlepsza gra akcji”; w głosowaniu redaktorów uznano ją za „najlepszy tytuł Sony na wyłączność”, z kolei w plebiscycie Action Game of the Year Awards 2017 wyróżniono go za „najlepszą historię” i „najlepszą postać” (Aloy).  W plebiscycie PlayStation Awards 2017 zdobyła wyróżnienia Gold Prize i Users Choice Prize, w plebiscycie na grę roku Destructoidu nominowana była do tytułu „najlepszej gry na PS4”. W głosowaniu IGN’s Best of 2017 Awards wygrała w kategoriach „najlepsza gra na PlayStation 4” i „najlepsza grafika”, będąc również nominowaną do tytułu gry roku, przygodowej gry roku i najlepszego kierunku artystycznego. Giant Bomb nominował Horizon do tytułu najlepiej wyglądającej gry roku. W głosowaniu na grę roku PlayStation Blog zwyciężyła w kategoriach „najlepsza gra na PS4”, „najlepszy występ” (Ashly Burch), „najlepszy kierunek artystyczny”, „najlepsza ścieżka dźwiękowa”, „najlepsza historia”, „najlepsza zawartość popremierowa”, „najlepszy tytuł na wyłączność na konsolę PlayStation” oraz „najlepsze wykorzystanie PS4 Pro”. W plebiscycie na grę roku 2017 portalu Gry-Online w głosowaniu czytelników produkcja zajęła 2. miejsce, zdobywając również wyróżnienie za najlepszą grę na wyłączność na PS4, z kolei w głosowaniu redaktorów uznana została za najlepszą nową markę oraz grę z najlepszą oprawą artystyczną lub technologią.

### Sprzedaż
Horizon: Zero Dawn zdeklasował No Man’s Sky jako najlepiej sprzedająca się nowa marka na PlayStation 4; był najlepszą premierą na tę platformę od czasów Uncharted 4: Kresu złodzieja i najlepszą premierą w historii studia Guerrilla Games. Chociaż w Ameryce Północnej trafiła do sprzedaży ostatniego dnia miesiąca, to była drugą najlepiej sprzedającą się grą lutego 2017 roku w tamtejszym PlayStation Storze; w marcu zajęła pierwsze miejsce w skali globalnej, bez podziału na rynki.
W tygodniu swojej premiery był najlepiej sprzedającą się grą w Wielkiej Brytanii i Australii, z kolei w Japonii (117 tys. kopii) drugą. W marcu 2017 była to druga najlepiej sprzedająca się gra w Wielkiej Brytanii i najlepiej sprzedająca się na PlayStation 4. W kwietniu była najlepiej sprzedającą się grą w Wielkiej Brytanii i ósmą w Japonii.
W dwa tygodnie od premiery sprzedano 2,6 mln egzemplarzy gry, do lutego 2018 roku 7,6 mln, a do lutego 2019 roku – ponad 10 mln, dzięki czemu trafiła do czołówki najlepiej sprzedających się gier na PlayStation 4. W 2020 roku, w celu zwiększenia zyskowności, Sony postanowiło rozpocząć wydawanie swoich gier również na komputery osobiste. Horizon: Zero Dawn wydane na tę platformę w sierpniu na premierę sprzedało się w ponad 700 tys. sztuk. Do lutego 2022 roku na obu platformach sprzedano ponad 20 mln kopii gry.

### Nagrody i wyróżnienia
| Rok  | Nagroda / organizacja                               | Kategoria                                      | Wynik     |
| ---- | --------------------------------------------------- | ---------------------------------------------- | --------- |
| 2015 | Game Critics Awards                                 | Najlepsza gra targów                           | nominacja |
| 2015 | Game Critics Awards                                 | Najlepsza gra oryginalna                       | wygrana   |
| 2015 | Game Critics Awards                                 | Najlepsza gra na konsole                       | nominacja |
| 2015 | Game Critics Awards                                 | Najlepsza gra przygodowa/akcji                 | nominacja |
| 2016 | Game Critics Awards                                 | Najlepsza gra targów                           | nominacja |
| 2016 | Game Critics Awards                                 | Najlepsza gra oryginalna                       | wygrana   |
| 2016 | Game Critics Awards                                 | Najlepsza gra na konsole                       | nominacja |
| 2016 | Game Critics Awards                                 | Najlepsza gra przygodowa/akcji                 | nominacja |
| 2016 | Gamescom 2016                                       | Najlepsza zapowiedź / koncept                  | wygrana   |
| 2016 | Golden Joystick Awards                              | Najbardziej oczekiwana gra                     | nominacja |
| 2016 | The Game Awards                                     | Najbardziej oczekiwana gra                     | nominacja |
| 2017 | The Independent Game Developers’ Association Awards | Projekt dźwięku                                | nominacja |
| 2017 | The Independent Game Developers’ Association Awards | Wyróżnienie za różnorodność                    | nominacja |
| 2017 | The Independent Game Developers’ Association Awards | Gra fabularna                                  | wygrana   |
| 2017 | Golden Joystick Awards                              | Najlepsza historia                             | wygrana   |
| 2017 | Golden Joystick Awards                              | Najlepszy projekt wizualny                     | wygrana   |
| 2017 | Golden Joystick Awards                              | Najlepszy występ (Ashly Burch)                 | wygrana   |
| 2017 | Golden Joystick Awards                              | Najlepsza gra na PlayStation                   | wygrana   |
| 2017 | Golden Joystick Awards                              | Gra roku                                       | wygrana   |
| 2017 | Golden Joystick Awards                              | Najlepszy dźwięk                               | nominacja |
| 2017 | The Game Awards                                     | Gra roku                                       | nominacja |
| 2017 | The Game Awards                                     | Najlepsza reżyseria                            | nominacja |
| 2017 | The Game Awards                                     | Najlepsza narracja                             | nominacja |
| 2017 | The Game Awards                                     | Najlepszy kierunek artystyczny                 | nominacja |
| 2017 | The Game Awards                                     | Najlepszy występ (Ashly Burch)                 | nominacja |
| 2017 | The Game Awards                                     | Najlepsza gra przygodowa/akcji                 | nominacja |
| 2018 | 45. Annie Awards                                    | Najlepsza animacja postaci w grze komputerowej | nominacja |
| 2018 | Nagrody Amerykańskiej Gildii Scenarzystów 2017      | Najlepszy scenariusz w grze komputerowej       | wygrana   |
| 2018 | 21. DICE Awards                                     | Gra roku                                       | nominacja |
| 2018 | 21. DICE Awards                                     | Przygodowa gra roku                            | nominacja |
| 2018 | 21. DICE Awards                                     | Najlepsza animacja                             | nominacja |
| 2018 | 21. DICE Awards                                     | Najlepszy kierunek artystyczny                 | nominacja |
| 2018 | 21. DICE Awards                                     | Najlepsza postać (Aloy)                        | nominacja |
| 2018 | 21. DICE Awards                                     | Najlepsza muzyka oryginalna                    | nominacja |
| 2018 | 21. DICE Awards                                     | Najlepsza historia                             | wygrana   |
| 2018 | 21. DICE Awards                                     | Osiągnięcie techniczne                         | wygrana   |
| 2018 | 21. DICE Awards                                     | Najlepszy projekt gry                          | nominacja |
| 2018 | 21. DICE Awards                                     | Najlepsza reżyseria                            | nominacja |
| 2018 | SXSW Gaming Awards                                  | Najlepsza oprawa wizualna                      | wygrana   |
| 2018 | SXSW Gaming Awards                                  | Najlepsza animacja                             | nominacja |
| 2018 | SXSW Gaming Awards                                  | Najbardziej obiecująca nowa marka              | wygrana   |
| 2018 | SXSW Gaming Awards                                  | Najlepsza rozgrywka                            | nominacja |
| 2018 | SXSW Gaming Awards                                  | Najlepszy projekt                              | nominacja |
| 2018 | SXSW Gaming Awards                                  | Gra roku                                       | nominacja |
| 2018 | Game Developers Choice Awards                       | Najlepszy dźwięk                               | nominacja |
| 2018 | Game Developers Choice Awards                       | Najlepszy projekt                              | nominacja |
| 2018 | Game Developers Choice Awards                       | Najlepsza narracja                             | nominacja |
| 2018 | Game Developers Choice Awards                       | Najlepsza technologia                          | wygrana   |
| 2018 | Game Developers Choice Awards                       | Najlepszy kierunek wizualny                    | nominacja |
| 2018 | Game Developers Choice Awards                       | Gra roku                                       | nominacja |
| 2018 | 14. British Academy Games Awards                    | Osiągnięcie artystyczne                        | nominacja |
| 2018 | 14. British Academy Games Awards                    | Najlepszy dźwięk                               | nominacja |
| 2018 | 14. British Academy Games Awards                    | Najlepsza gra                                  | nominacja |
| 2018 | 14. British Academy Games Awards                    | Najlepszy projekt                              | nominacja |
| 2018 | 14. British Academy Games Awards                    | Muzyka                                         | nominacja |
| 2018 | 14. British Academy Games Awards                    | Narracja                                       | nominacja |
| 2018 | 14. British Academy Games Awards                    | Marka oryginalna                               | wygrana   |
| 2018 | 14. British Academy Games Awards                    | Aktor (Ashly Burch)                            | nominacja |
| 2018 | Ivor Novello Awards                                 | Najlepsza oryginalna ścieżka dźwiękowa         | wygrana   |

## Kontynuacja i utwory pochodne
W czerwcu 2020 roku Guerrilla Games zapowiedziało kontynuację gry, Horizon: Forbidden West, początkowo mającą ukazać się na PlayStation 5. Trafiła ona do sprzedaży 18 lutego 2022 roku, zarówno na PlayStation 5, jak i na PlayStation 4. W drugiej części Aloy wyrusza na tytułowy Zakazany Zachód, żeby zapobiec zjawisku „czerwonej plagi” mogącemu doprowadzić do zniszczenia biosfery. 22 lutego 2023 roku do sprzedaży trafił przeznaczony na PlayStation VR2 spin-off Horizon: Call of the Mountain, którego głównym bohaterem jest nowa postać. 14 listopada 2024 roku wydano Lego Horizon Adventures, przeznaczoną na PlayStation 5, Windowsa i Switcha reinterpretację fabuły Zero Dawn i Forbidden West w konwencji gier z serii Lego.
W 2020 roku wydano komiks Horizon: Zero Dawn – Raróg, stanowiący pomost pomiędzy częścią pierwszą a Forbidden West, z kolei w 2022 roku jego kontynuację – Wyzwolenie. Również w 2020 roku SteamForge wydało grę planszową na licencji Horizon, której historia osadzona jest tuż po zakończeniu Zero Dawn. W maju 2022 roku poinformowano, że gra zostanie zaadaptowana na produkowany dla Netfliksa serial, do którego scenariusz napisze Steve Blackman, a Aloy będzie jedną z jego głównych bohaterek.